# Clute (Texas)
Clute e una ciudad ubicada en el condado de Brazoria en el estado estadounidense de Texas. En el Censo de 2010 tenía una población de 11.211 habitantes y una densidad poblacional de 765,31 personas por km².

## Geografía
Clute se encuentra ubicada en las coordenadas 29°1′38″N 95°23′56″O / 29.02722, -95.39889. Según la Oficina del Censo de los Estados Unidos, Clute tiene una superficie total de 14.65 km², de la cual 13.89 km² corresponden a tierra firme y (5.16%) 0.76 km² es agua.

## Demografía
Según el censo de 2010, había 11.211 personas residiendo en Clute. La densidad de población era de 765,31 hab./km². De los 11.211 habitantes, Clute estaba compuesto por el 69.17% blancos, el 10.45% eran afroamericanos, el 0.89% eran amerindios, el 0.72% eran asiáticos, el 0.01% eran isleños del Pacífico, el 15.65% eran de otras razas y el 3.1% pertenecían a dos o más razas. Del total de la población el 53.57% eran hispanos o latinos de cualquier raza.